# Communiqué
Communiqué (читается «коммюнике») — второй студийный альбом британской рок-группы Dire Straits, вышедший в 1979 году.
Communiqué был записан в ноябре—декабре 1978 года, в Compass Point Studios, Нассау и спродюсирован Джерри Векслером и Барри Беккетом. Альбом стал первым, дебютировавшем в немецких чартах под номером 1 в первую неделю продаж (их дебютный альбом Dire Straits ещё находился под номером 3 в этой стране). Всего было продано свыше 7 миллионов копий по всему миру. В Европе было продано 3600 тысяч экземпляров, а в США он достиг золотого статуса.
Он был ремастирован и выпущен вместе с остальными альбомами Dire Straits в 1996 году в большинстве стран мира за пределами США и 19 сентября 2000 года в США.

## Список композиций
Автор всех песен Марк Нопфлер.
| №  | Название                           | Длительность |
| -- | ---------------------------------- | ------------ |
| 1. | «Once Upon a Time in the West»     | 5:24         |
| 2. | «News»                             | 4:11         |
| 3. | «Where Do You Think You're Going?» | 3:50         |
| 4. | «Communiqué»                       | 5:49         |

| №                   | Название               | Длительность |
| ------------------- | ---------------------- | ------------ |
| 5.                  | «Lady Writer»          | 3:43         |
| 6.                  | «Angel of Mercy»       | 4:32         |
| 7.                  | «Portobello Belle»     | 4:29         |
| 8.                  | «Single-Handed Sailor» | 4:42         |
| 9.                  | «Follow Me Home»       | 5:51         |
| Общая длительность: | Общая длительность:    | 42:44        |

## Участники записи
Dire Straits:
- Марк Нопфлер — соло-гитара, вокал
- Джон Илсли — бас-гитара, вокал
- Дэвид Нопфлер — ритм-гитара, вокал
- Пик Уизерс[англ.] — барабаны

Приглашённые музыканты:
- Би Биэр[англ.] — клавишные

Технический персонал:
- Барри Беккет[англ.] — продюсер
- Джерри Векслер — продюсер
- Грегг Хэмм — звукорежиссёр
- Джек Нубер — звукооператор
- Пол Векслер — мастеринг-супервайзер
- Бобби Хата — мастеринг-инженер[англ.]
- Боб Людвиг — ремастеринг-инженер
- Джо Мотта — координатор проекта
- Алан Шмидт — арт-директор
- Джефф Халпин — иллюстрации

## Позиции в хит-парадах
| Хит-парад (1979—2020)                      | Высшая позиция | Пребывание в чарте |
| ------------------------------------------ | -------------- | ------------------ |
| Австрия (Ö3 Austria)                       | 7              | 18 недель          |
| Великобритания (UK Albums Chart)           | 5              | 32 недели          |
| Испания (Spanish Albums Chart)             | 1              | нет данных         |
| Италия (Classifica album)                  | 97             | 2 недели           |
| Нидерланды (Nationale Hitparade LP Top 50) | 3              | 22 недели          |
| Новая Зеландия (RMNZ)                      | 1              | 36 недель          |
| Норвегия (VG-lista)                        | 2              | 44 недели          |
| США (Billboard Top LPs & Tape)             | 11             | 19 недель          |
| ФРГ (Offizielle Top 100)                   | 1              | 45 недель          |
| Швеция (Sverigetopplistan)                 | 1              | 22 недели          |

| Хит-парад (1979)               | Позиция |
| ------------------------------ | ------- |
| Австрия (Ö3 Austria)           | 15      |
| Канада (RPM Year-End)          | 86      |
| Нидерланды (Buma/Stemra)       | 15      |
| Новая Зеландия (RMNZ)          | 24      |
| ФРГ (Jahrescharts Deutschland) | 15      |

## Сертификации и уровень продаж
| Регион | Сертификация  | Продажи  |
| --- | ------------- | -------- |
| Австрия (IFPI Austria) | Золотой       | 25 000*  |
| Великобритания (BPI) | Платиновый    | 300 000^ |
| Германия (BVMI) | Платиновый    | 500 000^ |
| Испания (PROMUSICAE) | Платиновый    | 100 000^ |
| Италия (FIMI) · уровень продаж с 2009 года | Золотой       | 25 000   |
| Канада (Music Canada) | 2× Платиновый | 200 000^ |
| Нидерланды (NVPI) | Платиновый    | 100 000^ |
| Новая Зеландия (RMNZ) | Золотой       | 7500^    |
| США (RIAA) | Золотой       | 500 000^ |
| Финляндия (Musiikkituottajat) | Золотой       | 25 000   |
| Франция (SNEP) | 2× Платиновый | 600 000* |
| Швеция (GLF) | Золотой       | 50 000^  |
| Швейцария (IFPI Switzerland) | 3× Платиновый | 150 000^ |
| * Данные о продажах приведены только на основе сертификации. · ^ Данные о тиражах приведены только на основе сертификации. · Данные о продажах + прослушиваниях приведены только на основе сертификации. |               |          |